# Erel Margalit
Erel Margalit (hebr.: אראל מרגלית, ur. 1961 w Na’an) – izraelski przedsiębiorca, filozof i polityk, w latach 2013–2017 poseł do Knesetu.

## Życiorys
Urodził się 1961 w kibucu Na’an.
Służbę wojskową zakończył w stopniu  sierżanta sztabowego. Ukończył studia w zakresie filozofii i angielskiej literatury na Uniwersytecie Hebrajskim, następnie kontynuował studia na Uniwersytecie Columbia, gdzie uzyskał M.A. i doktorat z filozofii. Był założycielem funduszu venture capital.
W wyborach w 2013 został wybrany posłem z listy Partii Pracy. W dziewiętnastym Knesecie zasiadał w komisjach finansów oraz nauki i technologii. W wyborach w 2015 uzyskał reelekcję z koalicyjnej listy Unia Syjonistyczna, a w Knesecie XX kadencji był członkiem komisji finansów. 6 października 2017 zrezygnował z zasiadania w paralamencie, mandat po nim objęła Le’a Fadida